# Мій Ізмарагд
«Мій Ізмара́гд» — збірка поезій українського письменника Івана Франка, видана 15 листопада 1898 року у Львові. Збірка морально-етичних приповідок («Паренетікон») та притч і легенд, написаних за мотивами стародавніх притч, легенд, повчань, що містилися у давньоруських рукописних збірниках. У цих віршах поет роздумує сенс життя та смерті, про те, що таке віра, любов, краса, приязнь, вдячність, покора, правдива вартість, нерозум, радість і смуток, піст.
Збірка відкривається Франковими рефлексіями (цикл «Поклони») на теми ставлення поета до долі рідного краю, власної слави («Я син народа, що вгору йде, хоч був запертий в льох») та мрій-споминів про жіночий ідеал («Моїй не моїй», «Спомин»). Цикл містить знамениті Франкові відповіді Юліанові Романчукові («Сідоглавому») та Василеві Щуратові («Декадент») на їхні звинувачення в пресі у відсутності в автора «Каменярів» патріотизму чи в наявності занепадницьких настроїв.
Завершується збірка циклами-картинами з народного життя, в яких поет змальовує нужденний стан тодішніх галицьких сіл («По селах») та долю перших емігрантів («До Бразилії»).
«Давнє й нове», збірка поезій І. Франка, що вийшла у 1911 р., - друге, побільшене видання збірки «Мій Ізмарагд», куди ввійшли цикли із збірки «Мій Ізмарагд» – «Поклони», «Паренетікон», «Притчі», «Легенди» (значно поповнені новими віршами) та додані нові цикли – «Із злоби дня» і «Гімни й пародії».

## Ідея збірки
Іван Франко у передмові до збірки «Мій Ізмарагд», яку видав 15 листопада 1897 р., сам коментує її назву: «„Ізмарагдом“ звався на Русі збірник статей і притч, почасти оригінальних, а почасти повибираних з отців церкви, підібраних так, щоби цілісність становила неначе повний курс практичної християнської моралі» (т. 2, с. 179), при цьому акцентує на символічній природі дорогоцінного каменя, який скористалися староруські автори, воочевидь повіривши в те, що «кажеться про сей камінь у звіснім апокрифічнім сказанію: „Измарагдъ свѣтел єсть, яко и лице человѣче видѣти въ немъ яко въ зерцалѣ“» (т. 2, с.181).

## Зміст збірки

### І. Поклони
І. Поет мовить
II. Україна мовить
III. Важке ярмо твоє
IV. Ти, брате, любиш Русь
V. Як би само великеє стражданє
VI. Декадент
VII. Поклін тобі, моя зівяла квітко
VIII. У садочку, в холодочку

### II. Паренетікон
І. Коли обід хтось славний зготував
II. Нє слід усякого любити
III.Не такого посту хочо Бог від нас
IV. Як у хвилі сумніву і муки
V. Богач
VI. Серцем молився Мойсей
VII. Гнів, сe огонь
VIII. Не має друга понад мудрість
ЇХ. Себе самого наперед
X. Хоч хто і сто літ проживе
XI. Хоч від хліба здержусь
XII Як сережки золотії
XIII. Здоров, Стефане!
XIV. Не високо мудруй
XV. Годуй гадюку молоком
XVI. Як промінясто гарний цвіт
XVII. Як лямпа розбита
XVIII. Хто тому шкодить
XIX. Ворог батько, ворог мати
XX. Як пчола, що квітам фарби
XXI. Хто лиш квітки в житю збира
XXII. Богацтво злом не є.
XXIII. Як риба без води
XXIV. Хто в першій чвертині житя
XXV. Строфи 1–40

### III. Притчі
I. Притча про життя [Індійські легенди. Чоловік у балці]
II. Притча про віру
III. Притча про любов
IV. Притча про красу
V. Притча про приязнь
VI. Притча про вдячність
VII. Притча про покору
VIII. Притча про правдиву вартість
IX. Притча про нерозум
Х. Притча про радість і смуток
XI. Притча про піст
XII. Притча про смерть
XIII. Притча про рівновагу
XIV. Притча про захланність
XV. Притча про сіяння слова божого

### IV. Легенди
I. Арот і Марот
II. Указ проти голоду [Східна повість]
ПІ. Побіда [Ідилія (Східна повість)]
IV. Un coeur simple /у зб. «Давнє й нове» має назву «Свята Доместіка»/
V. Легенда про святого Селедія
VI. Легенда про вічне житє

### V. По селах
І. На Підгірю села невеселі
II. В шинку шумить
III. Вранці рано по селі
IV. Зразу сварилися
V. Того рана с криком, шумом
VI. Ворожка мовить
VII. Іде Пазюк від ворожки
VШ. Ой, ой, метушня
IX Три неділі вже кум у арешті сидів
X. На пастівнику

### VI. До Бразилії
І. Лист до Стефанії
II. Коли почуєш, як в тиші нічній
III Два панки йдуть попри них
IV. Гей розіллялось ти руськеє горе
V. Лист із Бразилії
1. ↑  Мій Ізмарагд. Процитовано 15 січня 2023 року.